# قصعين إسباني
القصعين الأسباني أو المريمية الإسبانية (الاسم العلمي: Salvia hispanica) هي نوع نباتي يتبع جنس القصعين من الفصيلة الشفوية. والاسم الشائع لها شيا، وموطنها الأصلي وسط وجنوب المكسيك وغواتيمالا. قدم كتاب كودكس مندوزا للقرن السادس عشر دليلاً على أن هذا النبات كان يزرعه الآزتك في العصر قبل الكولومبي؛ وأشار المؤرخون الاقتصاديون أنه لم يكن يقل أهمية عن الذرة كمحصول غذائي. ولا تزال تستخدم في المكسيك، الأرجنتين، بوليفيا، باراغواي وغواتيمالا، حيث تطحن البذور في بعض الأحيان، في حين تستخدم البذور الكاملة للمشروبات المغذية وكمصدر للغذاء.

## أصل الكلمة
يعود أصل كلمة شيا إلى الكلمة الناواتلية chian، والتي تعني زيتي.[1] أما ولاية تشياباس المكسيكية فقد حصلت على اسمها الحالي من الكلمات الناواتلية «ماء تشيا» أو «نهر تشيا».
فهذا النوع واحد من نباتين يعرفان باسم تشيا، أما الآخر فهو المريمية الكولومبية والاسم الشائع لها التشيا الذهبية.

## الوصف

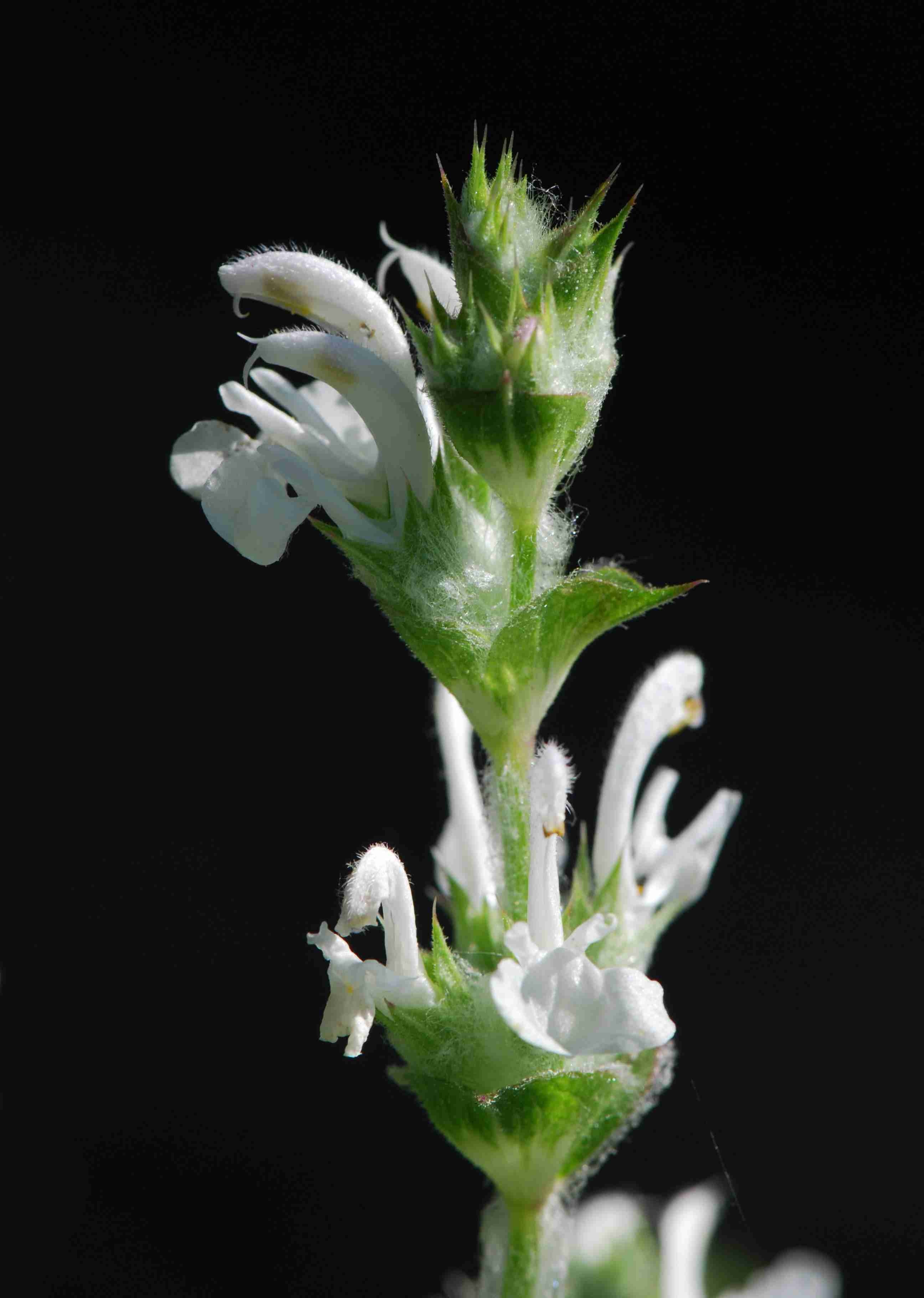
الأزهار

يعد تشيا نبات حولي عشبي ينمو حتى يبلغ طوله 1 م (3.3 قدم)، وأوراقه عكسية يلبغ طولها 4–8 سـم (1.6–3.1 بوصة) وعرضها 3–5 سـم (1.2–2.0 بوصة). ويتميز بأزهار أرجوانية وبيضاء تنتظم في تجمعات سنبلية في طرف كل ساق. ويزرع تشيا في مناطق وزارة الزراعة الأمريكية 9-12. فتزرع العديد من النباتات بوصفها مريمية إسبانية ولكنها في الحقيقة مريمية خزامية الأوراق.

## البذور

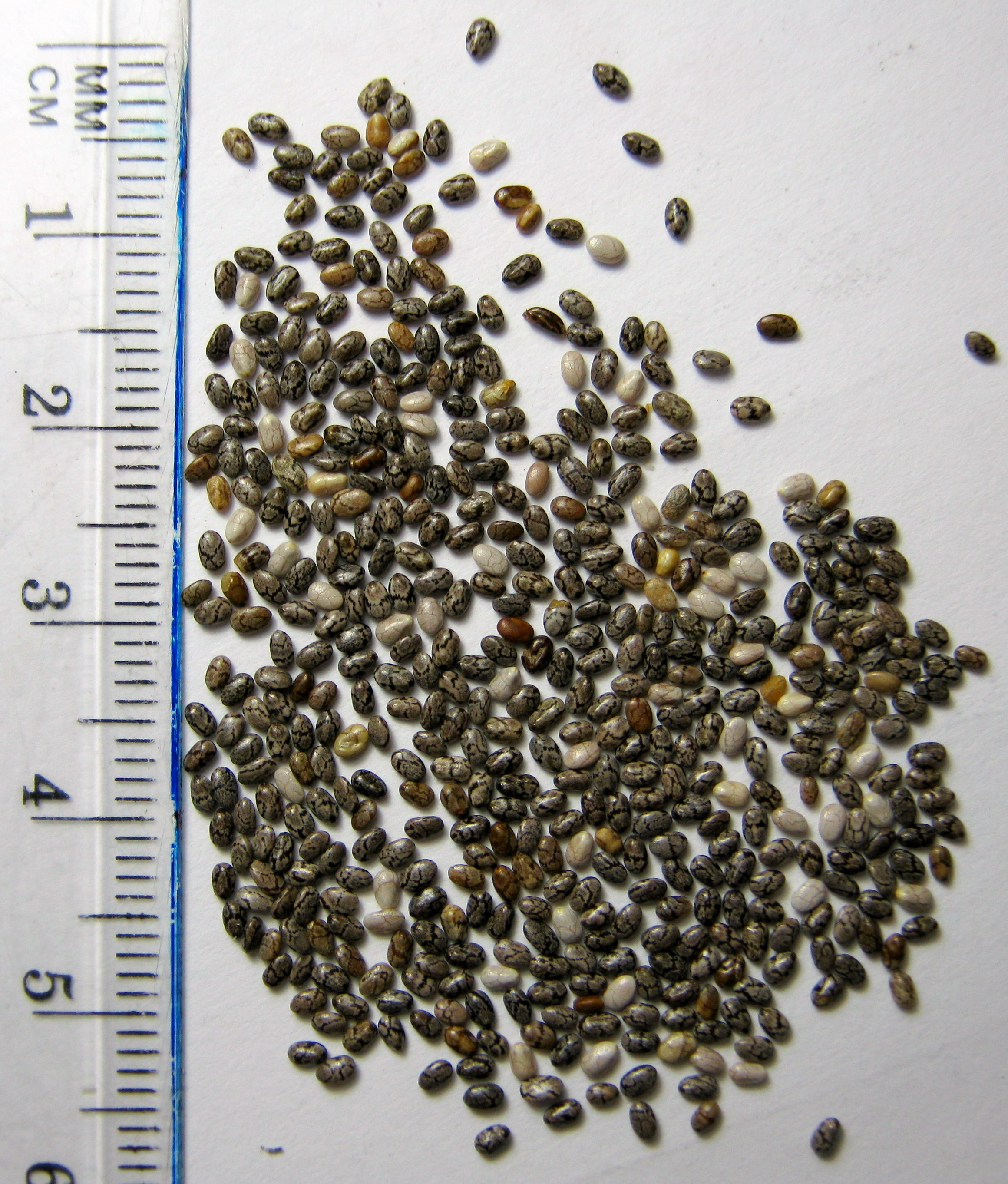
البذور

يزرع نبات تشيا للاستفادة من بذوره تجاريًا، وهو غذاء غني بأوميجا 3 حيث توفر البذور 25–30% من الزيوت،
بما في ذلك حمض الألفا لينولينك (ALA). من إجمالي الدهون، تتكون الزيوت من 60% ω-3، و15% ω-6، و5% ω-9، و20% أحماض دسم مشبعة.
تتميز البذور عادة بشكلها البيضاوي وقطر يبلغ حوالي 1 مـم (0.039 بوصة). أما عن لونها فهي بنية، ورمادية، وسوداء، وبيضاء مرقطة.
جرى العرف على استخدام بذور تشيا في المكسيك، وجنوب غرب الولايات المتحدة، ولكنها غير مشهورة في أوروبا. غالبًا ما يعرف نبات تشيا (أو بالإنجليزية chian أو chien) بوصفه مريمية إسبانية. وتزرع التشيا هذه الأيام للأغراض التجارية في موطنها الأصلي في المكسيك، وفي بوليفيا، والأرجنتين، والإكوادور، ونيكاراغوا، وأستراليا، وغواتيمالا. وفي عام 2008، كانت أستراليا أكبر منتج في العالم للتشيا. وتستخدم أنواع مماثلة، مثل المريمية الكولمبية أو تشيا الذهبية، بنفس الطريقة ولكنها لا تزرع للأغراض التجارية كغذاء. يتم تسويق بذور المريمية الإسبانية غالبًا تحت اسم «تشيا»، وغيرها من الأسماء التجارية.

### المحتوى الغذائي والمصلحة العامة
وفقًا لوزارة الزراعة الأمريكية، فإن أوقية واحدة (28 جرامًا) من بذور تشيا تحتوي على 9 جرامات دهون، و5 مليغرامات من الصوديوم، 11 جرام من الألياف الغذائية و4 جرامات من البروتين. كما أن البذور تتضمن 18% من السعرات اليومية الموصى بها من الكالسيوم، و27% فسفور و 30% منغنيز، وهي تساوي في قيمتها الغذائية البذور الصالحة للأكل الأخرى مثل الكتان أو السمسم. على الرغم من أن البحوث الأولية تشير إلى الفوائد الصحية الغذائية المحتملة، فتبقى هذه الأبحاث ضئيلة وغير حاسمة.
انتشر الإعلان عن استهلاك بذور تشيا في وسائل الإعلام العامة ويشيع استخدامه بين الرياضيين.

### إعداد الطعام
في عام 2009، وافق الاتحاد الأوروبي على إدراج بذور تشيا في قائمة الأغذية الجديدة، حيث أن 5% من الخبز يصنع بأكمله من بذور تشيا.
ومن الممكن إضافة بذور تشيا لغيرها من الأطعمة لأغراض التزيين أو تضاف إلى مخفوق الحليب، ودقيق الشوفان، واللبن الزبادي، وتحول إلى مادة جيلاتينية، أو تؤكل كما هي. ونظرًا لأن البذور ليس لها قشرة قوية، فمن الممكن إضافتها إلى أي منتج دون أن تغير طعمه.

### البذور المطحونة
أظهرت دراسة تمهيدية أن تناول 25 جرامًا من بذور تشيا المطحونة يوميًا لعشرة أسابيع (انظر طحن)، مقارنة بالبذور دون طحن، قد أدت إلى ارتفاع نسب حمض الألفا لينولينك وحمض الإيكوسابنتينويك، وحمض دهني طويل السلسلة من أوميجا 3 في مستويات الدم، وما لها من أثر جيد على القلب، في حين أنها لا تترك أي أثر على التهاب أو عوامل خطر المرض.

## الاستخدام في أمريكا الوسطى
وصفت المريمية الإسبانية وصورت في كودكس مندوزا وكودكس فلورنسا، وكودكس أزتيكي في القرن السادس عشر في الفترة بين 1540 و1585. وكلاهما يصف ويصور المريمية الإسبانية واستخدامها على يد الآزتك. ويشير كودكس مندوزا أن النبات كان يزرع على نطاق واسع ويقدم كجزية في 21 ولاية من الولايات 38 للآزتك. كما يقول المؤرخون الاقتصاديون أنه كان غذاءً أساسيًا استخدم على نطاق واسع كما كانت تستخدم الذرة.
قدمت تقارير ضرائب الآزتك في كودكس مندوزا، Matrícula de Tributos, وMatricula de Huexotzinco (1560)—فضلاً عن تقارير الزراعة الاستعمارية والدراسات اللغوية-معلومات مفصلة حول الموقع الجغرافي، وقدمت بعض الخصوصية الجغرافية لمناطق زراعة المريمية الإسبانية. زرعت معظم المقاطعات هذا النبات، باستثناء مناطق الأراضي المنخفضة المدارية الساحلية والصحراوية. كانت المنطقة التقليدية للزراعة هي المنطقة المتميزة التي تغطي أجزاء من شمال وسط المكسيك وجنوبًا حتى نيكاراغوا. وهناك منطقة ثانية ومنفصلة من مناطق الزراعة، والتي كانت على ما يبدو في العصر ما قبل الكولومبي، في جنوب هندوراس ونيكاراغوا.

## حيوانات تشيا الأليفة
أتت الموجة الأولى الأساسية في الولايات المتحدة من مبيعات بذور تشيا في ثمانينيات القرن العشرين في شكل فخاريات حيوانات تشيا الأليفة. وحيوانات تشيا الأليفة هي شخصيات صلصال لرموز مشهورة، مثل الأغنام أو رؤوس بشرية، مليئة البذور. تسقى الأشكال وتبدأ البذور في فخاريات حيوانات تشيا الأليفة في الإنبات بشكل يظهر الملابس والشعر. ويباع الآن في الولايات المتحدة ما يقرب من 500000 من فخاريات حيوان تشيا الأليف بوصفها تحفًا أو نباتات منزلية.